# Стонтон (Іллінойс)
Стонтон (англ. Staunton) — місто (англ. city) в США, в окрузі Макупін штату Іллінойс. Населення — 5054 особи (2020).

## Географія
Стонтон розташований за координатами 39°0′39″ пн. ш. 89°47′38″ зх. д. / 39.01083° пн. ш. 89.79389° зх. д. (39.010733, -89.794009).  За даними Бюро перепису населення США в 2010 році місто мало площу 8,00 км², з яких 7,93 км² — суходіл та 0,07 км² — водойми. В 2017 році площа становила 10,09 км², з яких 10,01 км² — суходіл та 0,08 км² — водойми.

## Демографія
Згідно з переписом 2010 року, у місті мешкало 5139 осіб у 2147 домогосподарствах у складі 1399 родин. Густота населення становила 642 особи/км².  Було 2343 помешкання (293/км²).
Расовий склад населення:
| - 97,6 % — білих - 0,5 % — азіатів - 0,3 % — корінних американців - 0,3 % — чорних або афроамериканців - 0,1 % — вихідців з тихоокеанських островів |

До двох чи більше рас належало 1,1 %. Частка іспаномовних становила 0,7 % від усіх жителів.
За віковим діапазоном населення розподілялося таким чином: 22,8 % — особи молодші 18 років, 59,5 % — особи у віці 18—64 років, 17,7 % — особи у віці 65 років та старші. Медіана віку мешканця становила 39,7 року. На 100 осіб жіночої статі у місті припадало 89,8 чоловіків;  на 100 жінок у віці від 18 років та старших — 85,8 чоловіків також старших 18 років.
Середній дохід на одне домашнє господарство  становив 55 009 доларів США (медіана — 41 523), а середній дохід на одну сім'ю — 69 161 долар (медіана — 67 847). Медіана доходів становила 61 988 доларів для чоловіків та 35 087 доларів для жінок. За межею бідності перебувало 15,9 % осіб, у тому числі 31,0 % дітей у віці до 18 років та 4,6 % осіб у віці 65 років та старших.
Цивільне працевлаштоване населення становило 2158 осіб. Основні галузі зайнятості: роздрібна торгівля — 20,6 %, освіта, охорона здоров'я та соціальна допомога — 16,7 %, транспорт — 14,2 %, виробництво — 13,7 %.